# But-1-ino
El but-1-ino, anteriormente conocido como 1-butino o etilacetileno, y conocido también como butino o UN 2452, es un gas alquino (hidrocarburos caracterizado por poseer un grupo funcional del tipo triple enlace carbono-carbono) y que es extremadamente inflamable y reactivo. Su fórmula molecular es C4H6:
- (HC≡C-CH2-CH3)

Posee un código de identificación CAS 107-00-6. Este gas se emplea frecuentemente en la síntesis de otros compuestos orgánicos debido a su alta reactividad, en estado puro es incoloro y en concentraciones relativamente altas suele presentar un olor a ajos (a bajas concentraciones es inodoro).
Existen dos isómeros del butino: el but-1-ino y el but-2-ino. Si al referirse al butino no se menciona nada más se suele entender que nos referimos al but-1-ino.

## Síntesis

### A partir de 1,2-halobutano
Un 1,2-dihalobutano como el 1,2-dibromobutano en presencia de KOH/etanol (potasa alcohólica) produce but-1-ino. La reacción se produce en dos pasos mediante un mecanismo E2 con un intermediario halógeno vinílico.

## Riesgos de la Manipulación
Al tratarse de un gas altamente inflamable se puede decir que si se expone al fuego recipientes con butino esto puede causar su rotura o explosión. La combustión incompleta de este gas puede formar monóxido de carbono (CO).

### Extinción de incendios
Los medios de extinción más adecuados en el caso de que se produzca un incendio son los agentes extintores comunes. Resulta aconsejable ante un incendio con butino no actuar en su extinción a no ser que sea absolutamente necesario ya que este gas es enormemente explosivo y se debe ser consciente de la situación corriendo un peligro extra, no obstante existen medios específicos para disminuir la gravedad del incendio en el que el butino se encuentre presente, tales remedios son:
- Detención de la fuga de gas de los recipientes expuestos al fuego
- Sacar al exterior los recipientes o emplear técnicas de enfriamiento mediante agua pulverizada desde un lugar considerado seguro hasta que se considere que ya están fríos.

### Inhalación
Este gas es más pesado que el aire y puede acumularse en espacios cerrados, particularmente en sótanos y a nivel del suelo. Es por esta razón por la que puede causar asfixia en altas concentraciones debido a que este gas causa desplazamiento del aire. Para detectar el gas en estos casos conviene utilizar undetectos de gases específico para el butino.
Los síntomas de asfixia que presentan los afectados por la inhalación pueden incluir la pérdida de consciencia o movilidad. Esta pérdida de conocimiento suele ser instantánea y se conocen casos en los que las víctimas no se dan cuenta de que han perdido la consciencia. Los afectados que inhalen este gas a bajas concentraciones pueden sentir efectos narcotizantes. Estos síntomas incluyen vértigos, cefalea, náuseas y pérdida de coordinación. Se aconseja en este caso retirar a la víctima a una zona ventilada.

## Usos
Debido a las capacidades reactivas que posee este hidrocarburo, es muy empleado como etapa intermedia para la elaboración de otros compuestos orgánicos sintéticos, se sabe que participa en la industria de elaboración del caucho, en la obtención del benzol, de algunos plásticos, etc. En concreto en la producción de productos polietilénicos de alta densidad (HDPE) así como los lineales de baja densidad (LLDPE), así como para la manufactura del polibutileno.
Debido a la propiedad que tiene de arder con llama luminosa y de gran poder calorífico produciendo elevadas temperaturas (por encima de los 3000 grados centígrados) se suele emplear como elemento de cortado y soldadura de ciertos metales, tales como el acero.
Sus efectos narcóticos en estado puro le han convertido en las etapas iniciales de la química orgánica (finales del siglo XIX) en un posible narcotizante de uso en medicina, pero sus capacidades explosivas a bajas concentraciones con oxígeno lo han acabado desaconsejado.